# Milo (film)
Milo is een Nederlandse film uit 2012 geregisseerd door Berend Boorsma en Roel Boorsma.

## Verhaal
Milo heeft een huidaandoening en moet hiervoor iedere dag crème op zijn lichaam smeren. Als hij niet mee mag op schoolkamp, besluit hij stiekem toch te gaan. Onderweg naar het kamp, wordt hij aangereden door Star, die hem meeneemt naar haar huis. Als Milo zich een paar dagen niet ingesmeerd heeft, blijkt wat voor aandoening hij heeft: hypertrichose. Ondanks de goede zorgen door Star, wil Milo toch naar huis. Star besluit Milo terug te brengen, waar hij herenigd wordt met zijn ouders.

## Rolverdeling
| Acteur            | Personage    | Opmerking       |
| ----------------- | ------------ | --------------- |
| Stuart Graham     | Brand Mulder | vader van Milo  |
| Jer O'Leary       | Mickey       |                 |
| Laura Vasiliu     | Nadia Mulder | moeder van Milo |
| Dolf de Vries     | Lucas Mulder | opa van Milo    |
| Lorcan Bonner     | Milo Mulder  | hoofdrol        |
| Rachel Hynes      | Caitlin      | buurmeisje      |
| Charlotte Bradley | Star         |                 |